# .pe

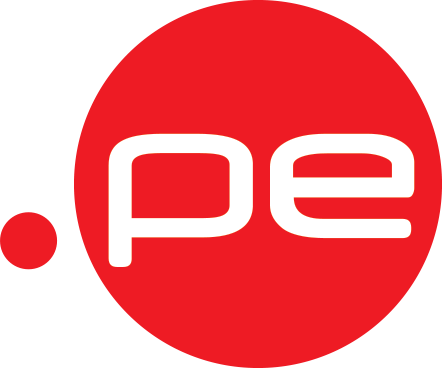
Logo .pe

.pe (Peru) é o código TLD (ccTLD) na Internet para o Peru.